# Louis Aleno de Saint-Aloüarn

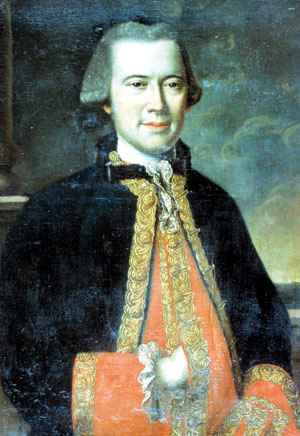
Louis Aleno de St.-Aloüarn

Louis François Marie Aleno de Saint-Aloüarn  (* 28. Juli 1738 in Guengat, Frankreich; †  27. Oktober 1772 in Port Louis, Mauritius) war ein französischer Marineoffizier, Seefahrer und Entdecker. Ein Offizier unter seinem Kommando nahm 1772 im Auftrag von König Ludwig XV. Westaustralien für Frankreich in Besitz.

## Biografie

### Herkunft und Familie
Louis Aleno de Saint-Aloüarn entstammte einer bretonischen Adelsfamilie, die ursprünglich aus dem Glazik-Land stammte. Er war das älteste von fünf Kindern und der einzige Sohn. Sein Vater, François-Marie-Guénolé-Pantaléon d’Aleno, war ebenfalls Marineoffizier und wurde 1759 in der Seeschlacht in der Bucht von Quiberon getötet. Seine Mutter war Marie Josephe Pélagie de Quillien.

### Karriere in der französischen Marine
Louis de Saint-Aloüarn trat 1754 im Alter von 17 Jahren in die französische Marine ein und kam als Gardemarin zunächst in die Festung Brest.  Er wurde zum Leutnant befördert und schloss sich seinem Onkel Rosmadec Saint-Aloüarn auf der L’Espérance an, einem 1725 in Dienst gestellten 74-Kanonen-Linienschiff. Im November 1755, als die L’Espérance vom Feldzug in Nordamerika zurückkehrte, wurde sie von der britischen Oxford angegriffen, als Prise genommen und später zerstört. Saint-Aloüarn und sein Onkel kamen in britische Kriegsgefangenschaft kehrten erst zwei Jahre darauf nach Frankreich zurück.
In den folgenden Kriegsjahren war Saint-Aloüarn dann auf der Defender in Martinique stationiert. Sein Vater und sein Onkel dienten beide auf der Le Juste und wurden 1759 in der Seeschlacht in der Bucht von Quiberon getötet.
Zwischen 1759 und 1762 folgten für Saint-Aloüarn weitere Bord- und Landkommandos in Frankreich. Am 20. Januar 1761 heiratete er Marie Jeanne Corentine Drouallen (1740–1769), mit der er eine Tochter und drei Söhne hatte.
Von 1762 bis 1767 diente Saint-Aloüarn an Bord der Royal Louis mit 116 Kanonen und auf der Fregatte L’Infidèle wiederum in Martinique und in Brest. 1767 erhielt er das Kommando über das Versorgungsschiff L’Écluse und 1770 über die l’Aber Wrac’h.
Während er hydrografische Untersuchungen an der Nordküste der Bretagne durchführte, diente er zum ersten Mal unter dem Kommando des vier Jahre älteren Leutnants Yves de Kerguelen, mit dem er sich anfreundete.
1771 bot ihm Yves de Kerguelen an, ihn auf eine Forschungsexpedition zur Suche des südlichen Kontinents Terra Australis zu begleiten.

### Südexpedition
Nach ihrer Abreise am 30. April 1771 erreichte die Expedition zunächst die Île de France (heute Mauritius) und machten sich von dort aus an Bord zweier kleinerer Schiffe, der Fortune und der Gros Venture, auf den Weg in den Süden des Indischen Ozeans. Saint-Aloüarn hatte hierbei das Kommando über die Gros Venture.
Am 11. Februar 1772 gelangte die Expedition in Sichtweite eines gebirgigen Landes, das Yves de Kerguelen für den südlichen Kontinent hielt, bei dem es sich aber letztlich nur um einen unbewohnten Archipel (die später von James Cook Kerguelen genannte Inselgruppe) handelte, dessen Hauptinsel die Größe Korsikas hatte. Bei Nebel und starkem Schneefall verloren sich die beiden Schiffe aus den Augen. Yves de Kerguelen, der es eilig hatte, dem König mitzuteilen, dass er den berühmten Südkontinent entdeckt hatte, kehrte nach einem kurzen Zwischenstopp auf der Île de France so schnell wie möglich nach Frankreich zurück. Saint-Aloüarn beschloss, nachdem er vergeblich nach Kerguelens Schiff gesucht hatte, das mit diesem zusammen geplante Expeditionsprogramm fortzusetzen. Er nahm die Insel am 13. Februar in Besitz, indem er mit einem Boot am Strand von La Possession landete und fuhr dann weiter nach Osten. Am 17. März erreichte er die Küsten von Neuholland (Australien), dessen Umrisse noch sehr wenig bekannt waren, an dem Treffpunkt am Kap Leeuwin, der zuvor mit Kerguelen vereinbart worden war. An diesem Tag ließ er vor einer Bucht (später Flinders Bay) in der Nähe des Kaps ankern. Ohne Anzeichen von Kerguelen folgte St. Aloüarn der Küste nach Norden. Am 30. März 1772 beanspruchte der Offizier Jean Mengaud de la Hage aus der Besatzung von Saint-Aloüarn in der Baie de Prize de Possession (deutsch: „Bucht der Besitznahme“; später: Turtle Bay) auf der später Dirk Hartog Island genannten Insel im Namen des französischen Königs als erster Europäer offiziell den Besitz von Westaustralien. Saint-Aloüarn selbst blieb an Bord des Schiffe, wodurch die  Ehre der Inbesitznahme im Namen des Königs Mengaud zukam. Mitglieder von Mengauds Landungsgruppe hissten die französische Marineflagge auf der Insel und vergruben eine Flasche mit einem Dokument, das den Vorfall dokumentierte, zusammen mit zwei silbernen Ecu-Münzen im Wert von sechs Livres tournois (Francs). Dies geschah in Sichtweite von Cape Inscription, wo der niederländische Seefahrer Willem de Vlamingh 1696 ebenfalls eine Gedenktafel hinterlassen hatte, die seinen Besuch und den von Dirk Hartog im Jahr 1616 dokumentierte.
Zum Zeitpunkt der Annexion waren viele Besatzungsmitglieder der Gros Venture erschöpft und litten bereits unter Skorbut. Saint-Aloüarn führte sein Schiff noch weiter nach Portugiesisch-Timor, wo er und seine Mannschaft sich für kurze Zeit erholten. Mit der Gros Venture besuchte er dann Batavia (heute: Jakarta) in Niederländisch-Indien, wo er und einige seiner Besatzungsmitglieder an „Tropenkrankheiten“ erkrankten. Am 5. September erreichten sie in Port Louis, wo sie bereits als verschollen aufgegeben worden waren. Bereits schwer erkrankt, wurde Saint-Aloüarn ins dortige Krankenhaus eingeliefert, wo er noch einen Brief an Kerguelen diktieren konnte, in dem er von der Inbesitznahme des westlichen Neuhollands Mitteilung machte. Saint-Aloüarn erholte sich nicht von seiner Krankheit und starb am 27. Oktober.

## Nachwirkungen
Weitere französische Expeditionen folgten Saint-Aloüarn an die Küsten von Westaustralien, während 1788 Kapitän Arthur Phillip eine britische Kolonie an der Ostküste Australiens in Sydney gründete. 1792 benannte Joseph Bruny d’Entrecasteaux die St. Alouarn-Inseln (französisch: Îles Saint-Aloüarn) südöstlich von Kap Leeuwin nach ihm. Im Jahr 1800 kartierte Nicolas Baudin als erster die Westküste und einen Teil der Südküste Australiens.
Im Jahr 1826 versuchten die britischen Behörden nach einer Expedition von Jules Dumont d’Urville an die Südküste Westaustraliens, die französische Besiedlung Australiens zu verhindern. Eine Streitmacht der britischen Armee unter Major Edmund Lockyer wurde von Sydney aus entsandt und errichtete eine dauerhafte britische Siedlung am King George Sound mit dem Namen Frederick Town (oder Frederickstown), später bekannt als Albany.
Ein Berg auf den Kerguelen-Inseln, der Pic Saint-Allouarn, trägt ebenfalls seinen Namen.

## Rezeption
Am 16. Januar 1998 gelang es einer französisch-australischen archäologischen Expedition unter der Leitung von Philippe Godard, im Sand der Wüstenküste von Dirk Hartog Island im Nordwesten Australiens die Spuren der Inbesitznahme von 1772 zu finden.
Am 1. April 1998 entdeckten Bob Sheppard, Bob Creasy und Dr. Michael McCarthy vom Western Australian Museum eine intakte Flasche mit einem Bleisiegel, ähnlich der, die das französische Team im Januar gefunden hatte. Die Flasche wurde vom Archäologen Rodney Harrison sorgfältig ausgegraben. Die Form der Flasche ließ darauf schließen, dass sie vermutlich Mitte des 18. Jahrhunderts in Frankreich hergestellt wurde. Allerdings enthielt die Flasche offenbar nicht das Annexionsdokument5.
Im Jahr 2008 brachte Australien eine Gedenktafel an der Stelle an, an der die Inbesitznahme unter Saint-Alouarns Kommando erfolgte, und würdigte damit seine Durchreise: „Am 30. März 1772 ankerte der französische Entdecker Saint-Aloüarn vor diesem Punkt mit seinem Schiff Gros Ventre die Küste und schickte einen Offizier, der im Auftrag Frankreichs die Region in Besitz nehmen sollte. Dazu wurde ein Dokument über die Inbesitznahme zusammen mit zwei französischen Münzen beigesetzt. Es wird vermutet, dass auch Entdecker des 19. Jahrhunderts wie Hamelin und Freycinet in der Gegend an Land gingen. Im Januar 1998 entdeckte ein Team unter der Leitung von Herrn Philippe Godard aus Nouméa und Herrn Max Cramer aus Geraldton eine der Münzen. Im April desselben Jahres entdeckte ein Team des Schifffahrtsmuseums, unterstützt von zwei Metalldetektoren, MM. Bob Sheppard und Bob Creasy, die Flache der Inbesitznahme. Nach dem Maritime Archaeology Act ist dieser Ort heute als einer der wichtigsten europäischen Landeplätze Westaustraliens geschützt.“